# Банный, Дмитрий Николаевич
Дмитрий Николаевич Банный (18 октября 1932, Харьков — 10 августа 1997) — советский шахматный композитор, мастер спорта СССР по шахматной композиции (1968); математик, кандидат технических наук. 
С 1960 опубликовал свыше 240 композиций разных жанров, в том числе 180 двухходовок. На конкурсах удостоен свыше 150 отличий (35 первых призов). Финалист 6 личных чемпионатов СССР по двухходовкам, в том числе 3-е место в 8-м (1967) и в 
12-м (1976). Чемпион Москвы по двухходовкам (1986). Любимый жанр в шахматной композиции — двухходовки.
Автор темы, носящей его имя (1968).